# Shimeket Gugesa
Shimeket Gugesa Beshah (amh. ሽመክት ጉግሳ; ur. 1 stycznia 1995 w Addis Abebie) – piłkarz etiopski grający na pozycji ofensywnego pomocnika. Od 2018 jest zawodnikiem klubu Fasil Kenema SC.

## Kariera klubowa
Swoją karierę piłkarską Shimeket rozpoczął w klubie Hawassa City SC. W sezonie 2012/2013 zadebiutował w jego barwach w pierwszej lidze etiopskiej. W latach 2013–2018 był zawodnikiem Dedebitu. W sezonie 2013/2014 zdobył z nim Puchar Etiopii. Z kolei w sezonach 2014/2015 i 2016/2017 wywalczył z nim dwa wicemistrzostwa Etiopii. W 2018 przeszedł do Fasil Kenema SC. W sezonie 2020/2021 wywalczył z nim mistrzostwo Etiopii.

## Kariera reprezentacyjna
W reprezentacji Etiopii Shimeket zadebiutował 26 sierpnia 2021 roku w zremisowanym 0:0 meczu Pucharu CECAFA 2013 z Kenią rozegranym w Nairobi. W 2022 roku został powołany do kadry na Puchar Narodów Afryki 2021. Rozegrał na nim jeden mecz grupowy, z Kamerunem (1:4).